# 에마뉘엘 코네
쿠아마티앙 에마뉘엘 코네(프랑스어: Kouamatien Emmanuel Koné, 1986년 12월 31일 ~ )는 코트디부아르의 축구 선수로, 미드필더로 활약하고 있다.

## 구단 경력
2007-08년 시즌 1월 이적 시장에서 코네는 코트디부아르 클럽인 ASEC 미모자를 떠나 루마니아 리가 I 클럽 CFR 클루지에 입단했다. 2011년 11월 CFR에 의해 방출되었고, 3주간의 스당과의 테스트 후 프랑스 클럽과 2년 반의 계약을 맺었다.
2013년 8월 10일, 그리스 클럽 레바디아코스는 2년 계약으로 코네를 비공개 이적료에 인수한다고 발표했다.
2015년 2월 19일, 코네는 그의 소속팀 레바디아코스가 시즌 종료 후 계약 연장이 불가능한 한 훈련에 참가할 수 없다고 비난했다. 보도에 따르면 코네는 호텔에 머물렀지만, 그의 가족은 프랑스로 돌아갈 수밖에 없었다. 반면, 클럽은 코트디부아르가 아무런 경고 없이 레바디아코스를 떠났고, 카타르 팀의 제안을 고려하고 있었기 때문에 그가 클럽을 떠나고 싶다는 의사를 밝혔다고 주장하며 코네의 주장을 부인했다. 레바디아코스는 또한 코네가 나중에 그의 잠재적인 움직임이 무너지면서 돌아왔다고 주장했다.
2015년 7월 1일, 코네는 베리아와 구두 계약을 맺었지만, 결국 아폴론 스미르니와 미공개 이적료에 계약을 맺었다.
2019년 1월 25일, 레바디아코스는 자유 이적으로 미드필더의 복귀를 공식 발표했다.

## 국가대표팀 경력
코네는 2008년 하계 올림픽에서 코트디부아르 국가대표팀으로 출전했다. 그는 또한 2010년 아프리카 네이션스컵과 2010년 FIFA 월드컵에서 코트디부아르 국가대표팀의 일원이었다.